# Andrei Jämsä

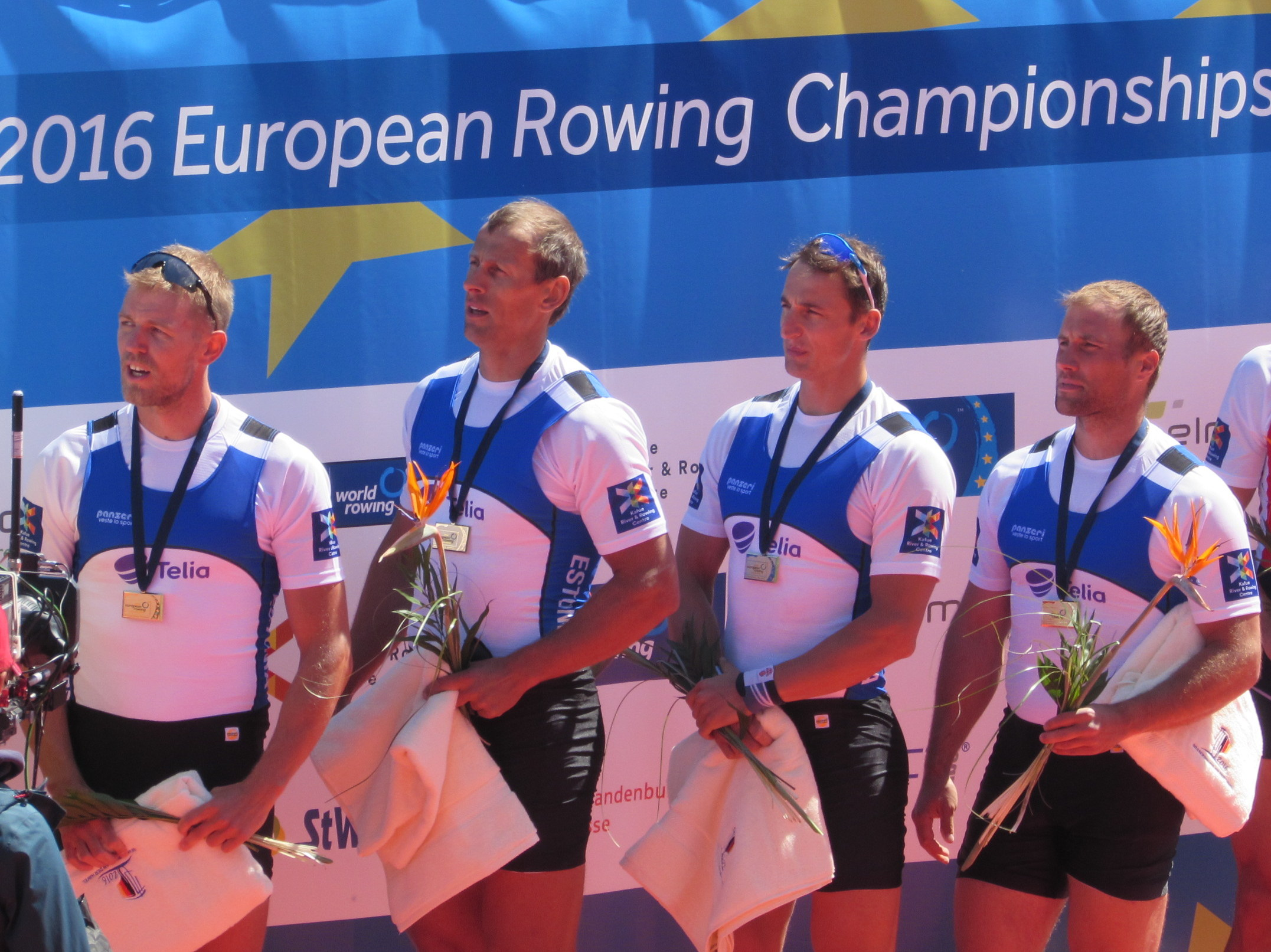
Europameister 2016 v.l.n.r: Taimsoo, Endrekson, Raja, Jämsä

Andrei Jämsä (* 14. Februar 1982 in Pärnu) ist ein estnischer Ruderer.

## Sportliche Erfolge
Seinen ersten internationalen Einsatz hatte Jämsä bei den Ruder-Weltmeisterschaften 2003 in Mailand. Zusammen mit Igor Kuzmin belegte er im Doppelzweier den neunten Platz. Wie auch Kuzmin wechselte er 2004 in den estnischen Doppelvierer. Beim Weltcup in Oberschleißheim erkämpfte das estnische Team den zweiten Platz. Bei den Olympischen Sommerspielen 2004 in Athen verpassten sie jedoch das A-Finale und belegten den neunten Platz. 2005 wechselte bis auf Jämsa die komplette Besetzung des estnischen Doppelvierers. Zusammen mit Tõnu Endrekson, Jüri Jaanson und Leonid Gulov gewann er die Weltcups in Eton und Luzern. Bei den Ruder-Weltmeisterschaften 2005 in Kaizu gewann das Team die Bronzemedaille. Diese Platzierung konnte das estnische Team in Besetzung Tõnu Endrekson, Igor Kuzmin, Allar Raja, Andrei Jämsä auch bei der den Ruder-Weltmeisterschaften 2006 in Eton erkämpfen. Bei den Olympischen Sommerspielen 2008 in Peking ging Jämsä im Einer an den Start. Er schied jedoch frühzeitig aus und belegte den 17. Platz. Bei den Europameisterschaften 2008 in Athen startete er wieder im Doppelvierer und gewann mit Tõnu Endrekson, Jüri Jaanson und Allar Raja die Goldmedaille in dieser Bootsklasse.
Erst 2011 erreichte Jämsä wieder eine Endkampfplatzierung bei internationalen Meisterschaften. Zusammen mit Allar Raja, Tõnu Endrekson und Kaspar  Taimsoo gewann er hinter dem russischen Boot die Silbermedaille im Doppelvierer bei den Europameisterschaften. 2012 belegte das Boot in der gleichen Besetzung den vierten Platz bei den Olympischen Spielen in Eton. Kurz darauf gewann die estnische Crew den Europameistertitel. 2013 gar nicht am Start und 2014 im Doppelzweier ohne Endkampfplatzierung kehrte Jämsä 2015 in den Doppelvierer zurück. Bei den Weltmeisterschaften gewannen Jämsä, Raja, Endrekson und Taimsoo die Bronzemedaille hinter den Deutschen und den Australiern. In der gleichen Besetzung siegten die Esten bei den Europameisterschaften 2016. Bei den Olympischen Spielen 2016 gewannen der estnische Doppelvierer die Bronzemedaille.

## Auszeichnungen
- 2005, 2006, 2012, 2015 und 2016 wurde Jämsä zusammen mit seinen Kollegen des estnischen Doppelvierers zur Mannschaft des Jahres in Estland gewählt.